# Pius X.
Svatý Pius X., rodným jménem Giuseppe Melchiorre Sarto (2. června 1835, Riese – 20. srpna 1914, Vatikán), byl 257. papežem katolické církve od 4. srpna 1903 až do své smrti. Byl nástupcem Lva XIII., prvním papežem od Pia V., který byl prohlášen za svatého. Během svého pontifikátu zreformoval kurii, církevní právo, liturgickou hudbu a kněžský breviář. Založil úřední tiskový věstník Svatého stolce Acta apostolicae sedis.
V rámci svého učitelského úřadu tvrdě zakročil proti modernismu, který odsoudil jako herezi. Neúprosně postupoval proti modernistům v řadách církevní struktury a zavedl opatření, která měla šíření modernistických názorů bránit. Byl horlivým mariánským ctitelem, což vyjádřil např. v encyklice Ad diem illum, kde popsal své přání skrze Marii „obnovit vše v Kristu“, což si určil jako heslo svého pontifikátu.
Mezi všemi papeži 20. století vynikal velmi velkými pastoračními zkušenostmi a úspěchy. Udílel katecheze, zakládal sociální organizace k mírnění chudoby apod. V této činnosti pokračoval i v době svého pontifikátu, který byl charakteristický mimo jiné i velkou charitativní aktivitou. Zavedl časté přijímání Nejsvětější Svátosti (Kristova Těla) mezi lidmi a umožnil k ní přistupovat i malým dětem. Ty mohly přijímat pod podmínkou, že vědí, čím se liší běžný chléb od chleba svátostného.
Pius X. byl prý neobyčejně laskavý a dobrosrdečný, ke svým protivníkům se ale choval neústupně a přísně. Již za svého života se těšil obrovské oblibě mezi mnoha lidmi a pověsti svatosti. Po jeho smrti pak velké množství peticí posloužilo k uspíšení jeho beatifikačního procesu. Blahořečen byl 3. června 1951 Piem XII., který ho poté 29. května 1954 prohlásil za svatého. Stal se patronem papežského díla, esperantistů a svatého dětství. Jeho svátkem je 21. srpen.

## Život

### Dětství a studia

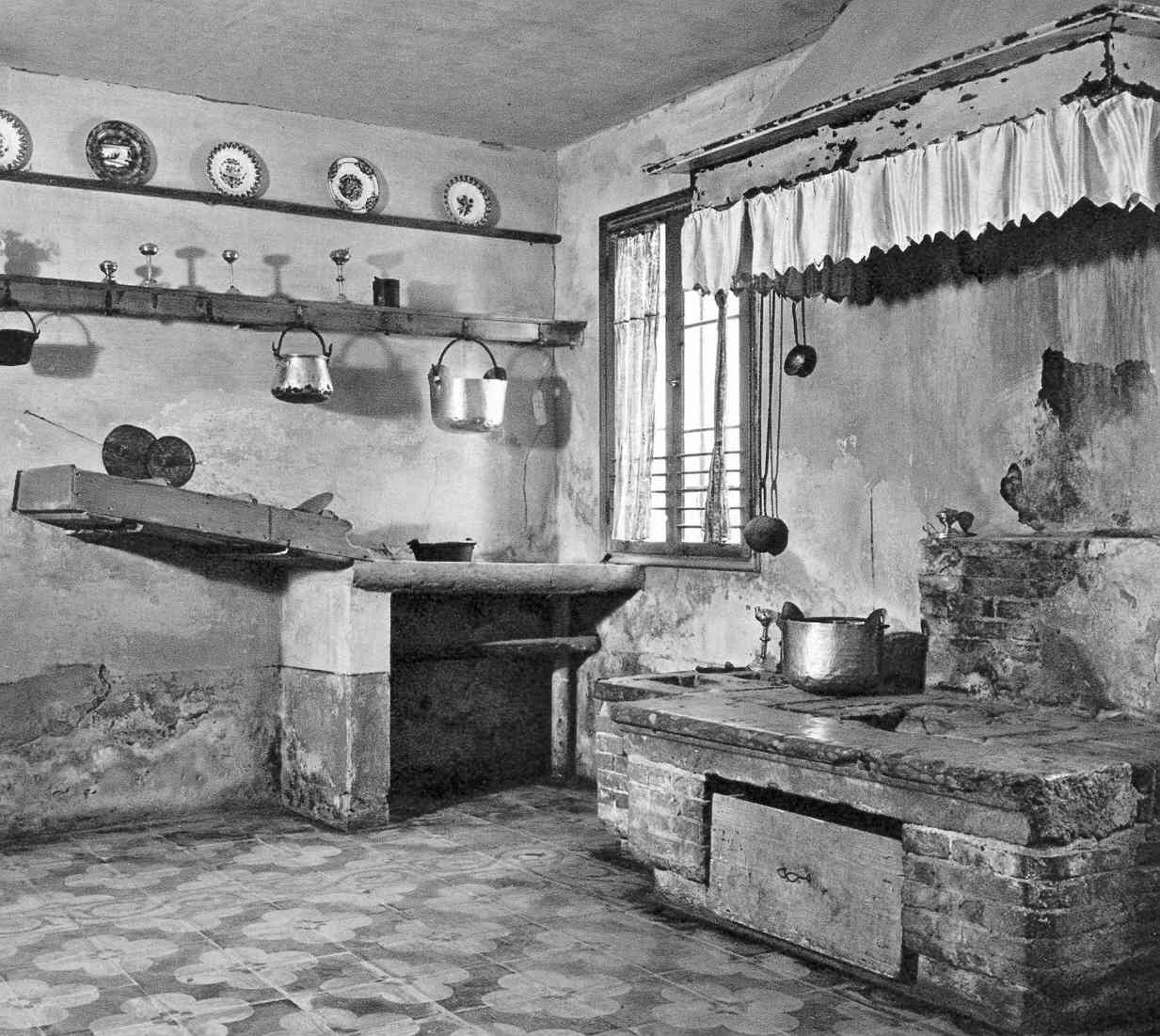
Kuchyně rodiny Sartových v Riese.

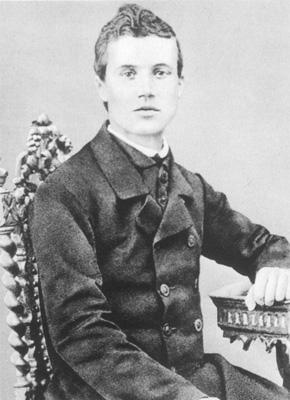
Mladý Giuseppe Sarto.

Giuseppe Melchiorre Sarto se narodil 2. června 1835 v malé vesničce Riese na severovýchodě Itálie jakožto druhé z deseti dětí Giovanniho Battisty Sarta (1792–1852) a Margarity Sarto, rozené Sanson (1813–1894). Starší bratr však v té době již nežil, zemřel 2 týdny po porodu. Rodina byla chudá, otec byl obecním pošťákem a matka se pokoušela přivydělávat si šitím. Přesto však rodiče Giuseppemu platili vzdělání. On sám pak musel chodit každý den 6 kilometrů do školy. Již od malička projevoval výjimečné nadání a za pomoci vesnického kaplana Dona Pietra Jacuzziho se naučil základy latiny a byl posléze přijat ke studiu na gymnáziu v Castelfrancu Venetu. Byl jedním z nejlepších studentů a po ukončení studia vstoupil do kněžského semináře v Padově, kde zakončil svá klasická, filosofická a teologická studia s vyznamenáním.

### Kněžská služba
Roku 1858 byl vysvěcen na kněze s stal se kaplanem v Tombolu. V době svého tamějšího působení prohluboval své teologické znalosti studiem díla sv. Tomáše Akvinského a kanonického práva. Zároveň obstarával většinu funkcí faráře, který byl dosti nemocný. Roku 1867 byl jmenován vikářem Salzana. Tam opravil kostel a rozšířil nemocnici. Prostředky pro tyto projekty získával vlastní prací, žebrotou a pílí. Mezi lidmi si pak získal oblibu během epidemie cholery, která se dostala na sever Itálie během 70. let 19. století, když sám pomáhal nemocným. V roce 1875 se stal kanovníkem katedrály a generálním vikářem treviské diecéze. Ve zdejším semináři působil taktéž jako duchovní vedoucí, rektor a zkoušející kleriků. Jako generální vikář pak umožnil studentům veřejných škol přístup k náboženskému vzdělávání. Zajímal se též o sociální problémy lidu.
Po smrti treviského biskupa Zanelliho v roce 1878 připadla správa diecéze na kanovníky katedrální kapituly, mezi které Mons. Sarto patřil. Tato skupina byla zodpovědná zejména za zvolení kapitulního vikáře, který by spravoval diecézi do doby, než by byl jmenován nový biskup. V roce 1879 byl do této pozice zvolen právě Sarto, a tak diecézi od prosince téhož roku do června 1880 spravoval. Po roce 1880 pak v treviském semináři vyučoval dogmatickou a morální teologii.

### Biskupská služba

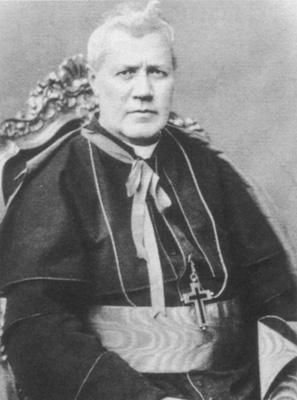
Pius X. ještě coby kardinál Sarto.

V roce 1884 byl papežem Lvem XIII. jmenován biskupem v Mantově, kdy byla velmi rozšířena chudoba a antiklerikalismus.

#### Biskupská genealogie
Následující tabulka obsahuje genealogický strom, který ukazuje vztah mezi svěcencem a světitelem – pro každého biskupa na seznamu je předchůdcem jeho světitel, zatímco následovníkem je biskup, kterého vysvětil. Papež Pius X. patří k linii kardinála Rebiby. Rekonstrukcím a vyhledáním původu v rodové linii ze zabývá historiografická disciplína biskupská genealogie.
1. kardinál Scipione Rebiba
2. kardinál Giulio Antonio Santorio
3. kardinál Girolamo Bernerio, OP
4. arcibiskup Galeazzo Sanvitale
5. kardinál Ludovico Ludovisi
6. kardinál Luigi Caetani
7. kardinál Ulderico Carpegna
8. kardinál Paluzzo Paluzzi Altieri Degli Albertoni
9. papež Benedikt XIII.
10. papež Benedikt XIV.
11. papež Klement XIII.
12. kardinál Marcantonio Colonna
13. kardinál Giacinto Sigismondo Gerdil, B
14. kardinál Giulio Maria della Somaglia
15. kardinál Carlo Odescalchi, SJ
16. kardinál Costantino Patrizi Naro
17. kardinál Lucido Maria Parocchi
18. papež Pius X.

### Jmenování kardinálem a patriarchou
Sarto byl s prací ve své diecézi velmi úspěšný, a tak ho 12. června 1893 papež na tajné konzistoři jmenoval kardinálem, o tři dny později byl pak veřejně jmenován patriarchou v Benátkách. Kvůli problémům způsobeným tím, že si italská vláda dělala stejný nárok na schvalování patriarchů v Benátkách, jaký měl dříve rakouský císař, s čímž Lev XIII. nebyl ochoten souhlasit, mohl Sarto do svého úřadu nastoupit až o 18 měsíců později.
Ve své funkci kardinála-patriarchy se Sarto držel dále od politických otázek, zato však svůj čas věnoval otázkám sociálním. Přesto však ve svém prvním pastorálním listě zdůrazňuje povinnost bezvýhradné poslušnosti papeži.

### Volba papeže
Papež Lev XIII. zemřel 20. července 1903, a tak bylo na konci měsíce svoláno konkláve, aby byl vybrán jeho nástupce. Favoritem na zvolení byl státní sekretář posledního papeže Mariano kardinál Rampolla. Rampolla patřil mezi liberálněji smýšlející. Sám Pius X. jej později podezříval z modernistických sklonů.
Při první volbě dostal Rampolla 24 hlasů, kardinál Gotti 17 a Sarto 5. Při druhé volbě dostali Rampolla se Sartem shodně 5 hlasů. Příští den se však situace změnila a zdálo se, že Rampolla již bude zvolen. Nicméně proti němu vznesl krakovský kardinál Puzyna veto (jus exclusivae) jménem rakouského císaře Františka Josefa (1848–1916). Někteří z kardinálů, mezi nimi i sám Rampolla, se proti vetu postavili a dokonce i navrhovali, že Rampolla by měl být zvolen navzdory vetu.
Třetí volba však nicméně již začala, a tak konkláve muselo pokračovat hlasováním, které však jasného vítěze neurčilo, ačkoliv ukázalo, že mnoho hlasujících se rozhodlo přiklonit na stranu Sarta, který dostal 21 hlasů. Ve čtvrté volbě dostal Rampolla 30 hlasů, Sarto pak 24. Zdálo se jasné, že kardinálové se postupně přesunují na stranu Sarta.
Čtvrtý den konkláve při poslední volbě byl pak Sarto papežem zvolen. Po konkláve se objevila informace (kterou měl prozradit některý z jeho účastníků), že při posledním hlasování dostal Sarto hlas od 55 z celkového počtu 60 kardinálů, kteří hlasovali. Sarto přijal jméno Pius X., navazující na předminulého papeže bl. Pia IX., na jehož boj proti liberalismu v církvi a teologii Pius X. navázal. Tradiční obřad korunovace nového papeže se uskutečnil 9. srpna 1903.
Po zvolení papež zavedl trest automatické exkomunikace pro kohokoliv, kdo by na konkláve přinesl veto nějakého světského panovníka. Konkláve, na kterém byl Pius X. zvolen, se tak stalo posledním, kdy bylo veta použito.
Pontifikát Pia X. se nesl v duchu obhajoby a posilnění tradiční katolické teologie, boje proti modernismu a úprav liturgie a církevního práva. Za své motto prohlásil v roce 1903 papež Instaurare Omnia in Christo (Obnovit vše v Kristu).

### Církevní reformy a teologie

#### Obnova v Kristu a mariologie
Heslem potifikátu Pia X. bylo obnovit vše v Kristu. Ve své encyklice Ad diem illum, vydané k 50. výročí vyhlášení dogmatu o neposkvrněném početí Panny Marie, pak nevidí jistější cestou k této obnově, než v Marii s Kristem celé lidstvo spojit, neboť Maria je matkou všech věřících členů církve, a zároveň matkou Krista.

#### Tra le sollecitudinia gregoriánský chorál
Již 3. listopadu 1903 (necelé tři měsíce po své korunovaci) vydal Pius X. motu proprio Tra le sollecitudini o posvátné hudbě. V něm staví za vzor veškeré chrámové hudby opět gregoriánský chorál, naproti klasickým a barokním kompozicím, které byly dlouhou dobu upřednostňovány. Doslova píše:
„Chrámová skladba je tím posvátnější a liturgičtější, čím více se blíží svým rytmem, svou inspirací a svou lahodou gregoriánské melodii, a tím méně je hodna chrámu, čím více se vzdaluje od tohoto nejvyššího vzoru.
Starobylý, tradiční gregoriánský zpěv se má tedy hojně zavádět k bohoslužebným úkonům, a buďte všichni přesvědčeni, že žádný církevní úkon nepozbude na své slavnostnosti, i když nebude doprovázen jinou hudbou než jenom touto. Obzvláště budiž bedlivě zaváděn gregoriánský zpěv mezi lid, aby věřící zase byli činněji účastni církevních obřadů, jak bývalo za starodávna.“

#### Liturgické změny
Pius X. se jako papež velmi snažil o posílení zbožnosti mezi klérem i laiky. To se konkrétně projevilo v jeho reformě breviáře a v zavedení častého přijímání eucharistie mezi lidem (pokud možno každodenního). Dřívější praxe byla taková, že věřící chodili k přijímání po dohodě s knězem většinou jen několikrát do roka, někdy i pouze jednou o Velikonocích, kdy je dle kanonického práva pro katolíka jít k přijímání povinnost. S častým přijímáním však měla být spojena i častá svátost smíření, aby věřící přistupovali i nadále pouze ve stavu milosti posvěcující. Dnes sice k přijímání věřící chodí často, svátost smíření je však opomíjena.
Umožnil taktéž k přijímání přistupovat i dětem. Dříve bylo zvykem k eucharistii přistupovat až po obdržení svátosti biřmování. Pius X. umožnil přístup dětem, které již jsou ve věku užívání rozumu (cca kolem 7 let), a jsou si tedy významu svátosti vědomy. Úcta a starost o eucharistii Piu X. také vynesla titul papež Nejsvětější svátosti.

#### Boj proti modernismu

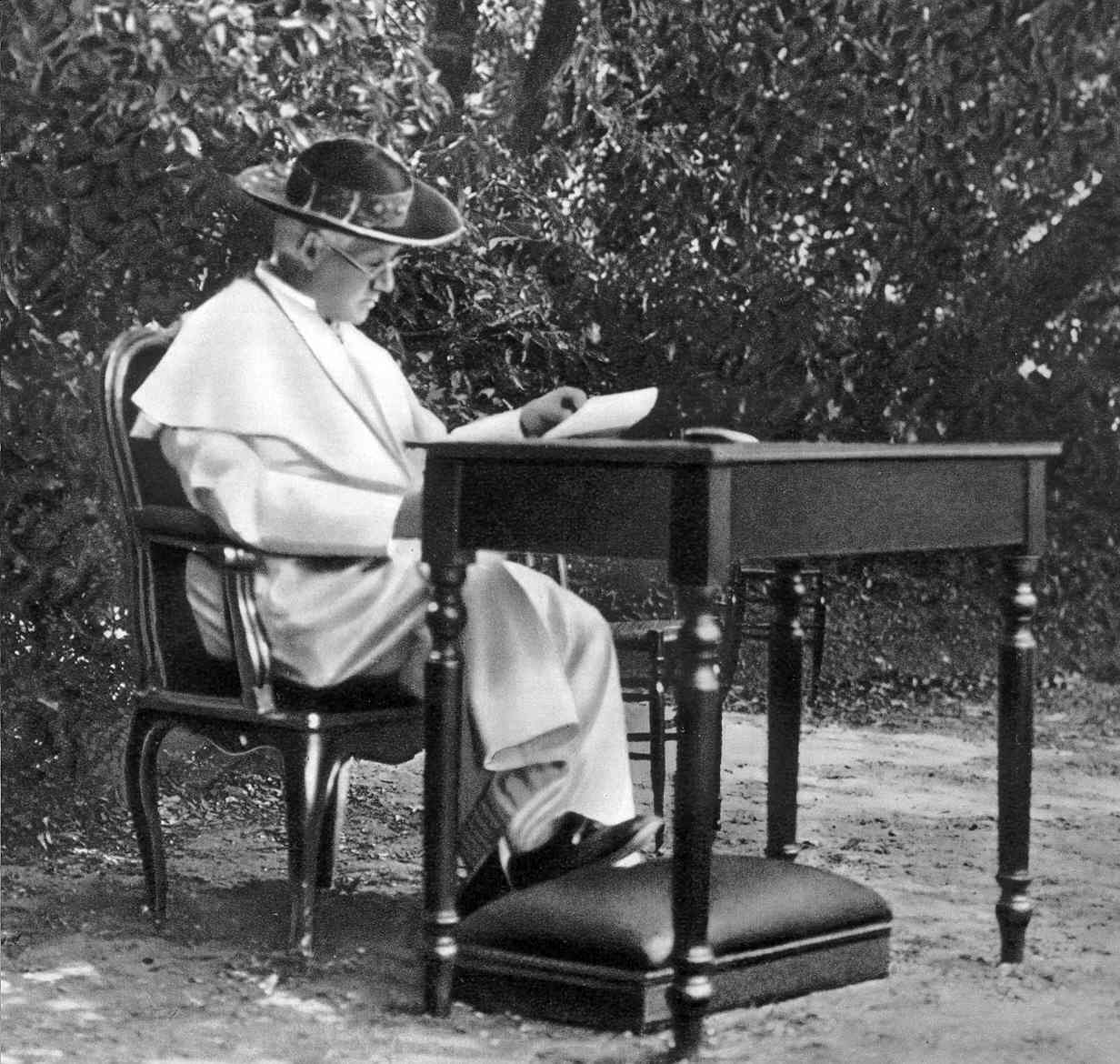
Pius X. ve vatikánských zahradách.

Výrazným a nejvíce diskutovaným bodem pontifikátu Pia X. je jeho boj proti modernismu mezi katolickými teology, kněžími a vůbec členy církve. Modernismem se rozumí souhrn různých teologických a filosofických názorů, které se snažily do katolické víry asimilovat moderní filosofické názory (Kant, Hegel), důraz klade na vnitřní náboženské prožívání jednotlivce. Spojen je taktéž s relativismem. Jedním z určujících prvků je tzv. vývoj dogmat, totiž že význam dříve ustanovených dogmat katolické církve se může postupem času vyvíjet s tím, jak se rozvíjí lidské poznání, a tedy je není nutno brát doslova, nýbrž hledat v nich jakousi „vnitřní pravdu“, kterou mají vyjadřovat, a to bez ohledu na to, že ti, kteří dogmata vyhlašovali, jistě měli na mysli doslovný význam. Zároveň se modernisté stavěli kriticky vůči tradičním pojetím událostí popisovaných v Bibli, tradičně chápanému autorství či inspiraci textů.
Pius X. proti modernismu, který označil za „syntézu všech herezí“, tvrdě zakročil. V dekretu Lamentabili sane exitu, vydaného 3. července 1907 odsoudil jako bludných 65 modernistických tezí. Dekret pak následovala encyklika Pascendi Dominici gregis odsuzující a zakazující modernismus (což se v českém prostředí týkalo např. tzv. Katolické moderny), v které se taktéž popisuje program pro boj proti němu. Zároveň Pius X. vyhlásil povinnost pro kněze, řeholníky, katechety a učitele v teologických a filosofických seminářích skládat tzv. Protimodernistickou přísahu. Povinnost skládat přísahu byla zrušena roku 1967, dodnes si jí uchovaly již prakticky jen různá tradicionalistická společenství. Pius X. taktéž nařizoval nedávat modernistům žádná významná místa, případně je z nich sesadit. Vznikla taktéž skupina Sodalitium Pianum, vedená Mons. Umbertem Beningnim, která modernistické hereze mezi texty různých teologů vyhledávala a snažila se proti nim bojovat. Za hlásání modernistických názorů hrozil trest exkomunikace.

#### Reforma kanonického práva a církevní administrativy

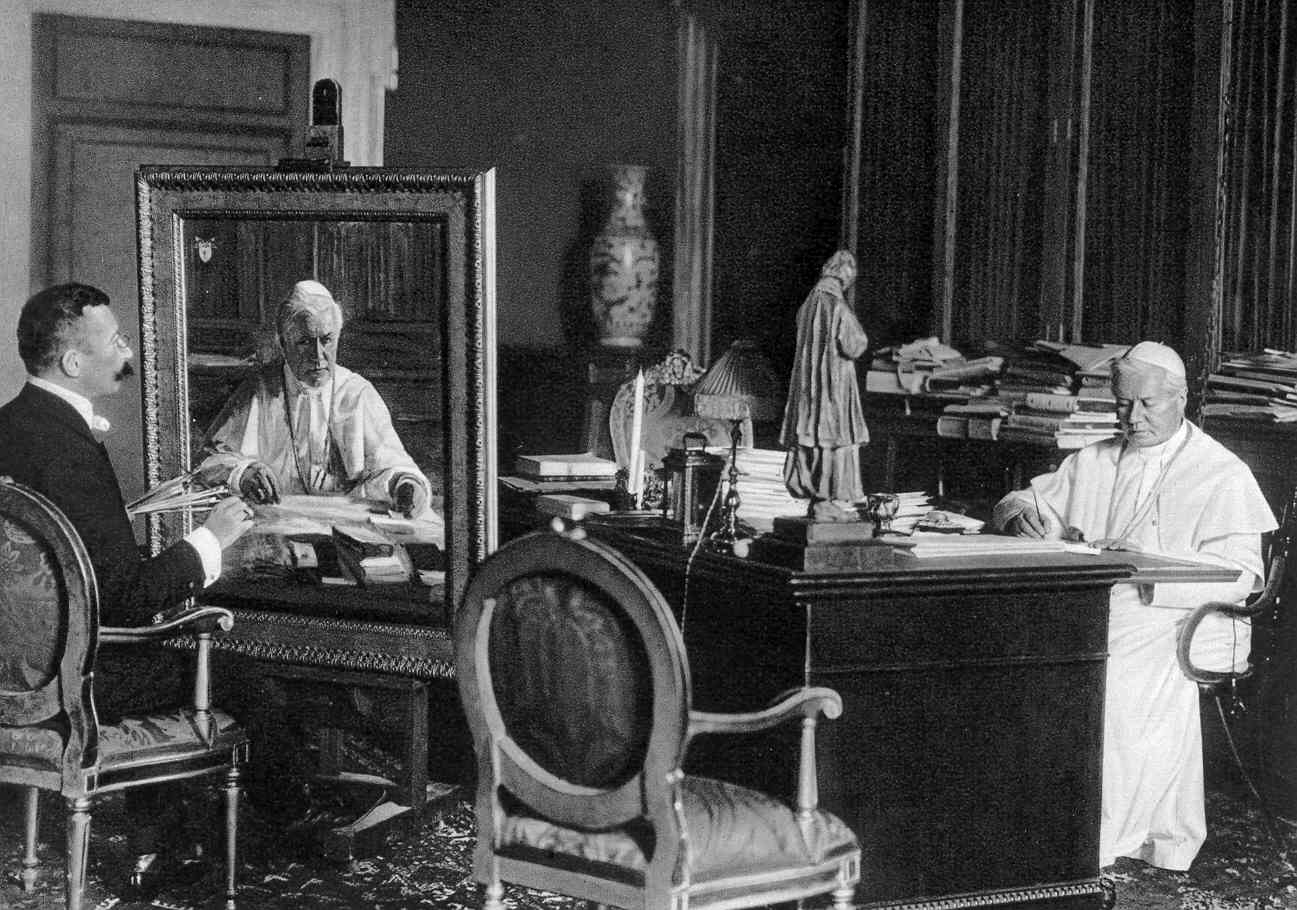
Pius X. při studiu.

V době Pia X. byla situace ohledně kanonického práva velice nepřehledná. Různé zákony platily od regionu k regionu. Papež 19. května 1904 jmenoval komisi kardinálů k přípravě nového kanonického práva pro 20. století. Mezi členy komise patřili taktéž dva budoucí papežové (Benedikt XV. a Pius XII.). Nové kanonické právo vešlo v platnost až v roce 1917, tedy po smrti Pia X. za pontifikátu Benedikta XV.
Konstitucí Sapienti Consilio Pius X. zreformoval římskou kurii. V encyklice Peini L'Animo specifikoval nová pravidla zavádějící biskupský dohled nad semináři. Pro zkvalitnění vzdělání kněží založil regionální semináře (zrušil některé menší) a vydal pro ně nový studijní plán. Taktéž zakázal duchovním řídit sociální organizace.

### Politické vztahy

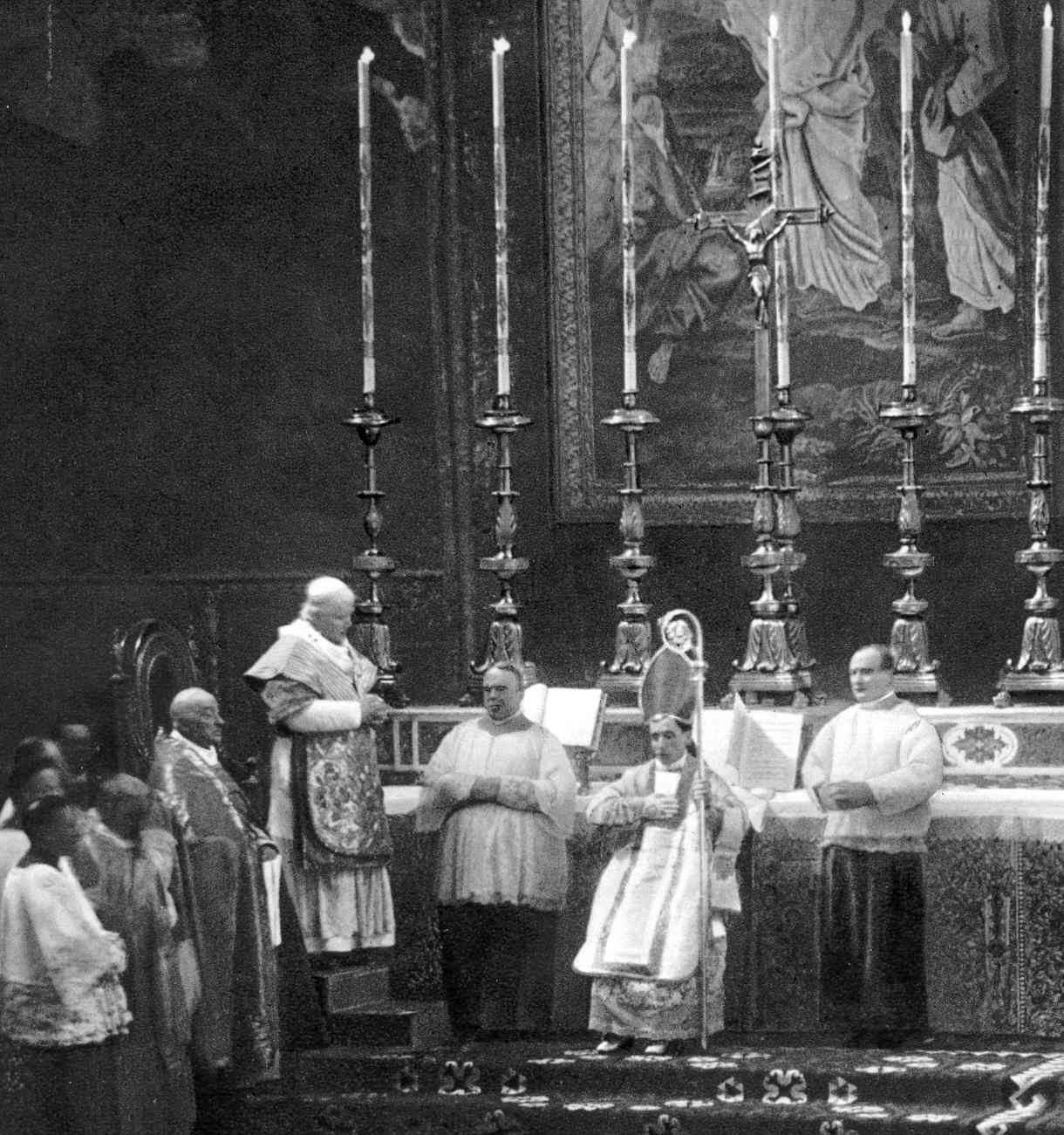
Pius X. při biskupském svěcení budoucího papeže Benedikta XV.

Pontifikát Pia X. spadal do období velkého politického napětí. Sám zemřel na počátku 1. světové války, necelý měsíc po sarajevském atentátu.
Napjaté byly vztahy s Francií, která zákonně oddělila stát od církve, vypověděla ze země mnišské řády a zabavila církevní majetek. Pius X. tento krok odsoudil, Francie pak s Vatikánem přerušila jakékoliv diplomatické vztahy. Nekompromisní postoje Pius X. zastával i vůči dalším zemím (Portugalsku, Španělsku, Ekvádoru, Bolívii), kde se snažil hájit práva církve.
V Itálii byla rozhodující otázka znásilnění světských vlastnických práv církve. Pius X. někdy dokonce vydal dekrety zakazující katolíkům volit. Sám italskou vládu nikdy neuznal.
Suspendoval taktéž hnutí snažící se o zavádění liberálních politických názorů do církve (např. francouzské sociální hnutí Le Sillon).

### Další aktivity
Pius X. blahořečil deset osob, svatořečil čtyři. Mezi jím blahoslavenými byli např. Zdislava z Lemberka (1907), Jan Bosco (1907), Jana z Arku (1909) či Jan Eudes (1909). Jedním z jeho čtyř svatořečení bylo i svatořečení znojemského rodáka Klementa Hofbauera.
Pius X. vydal celkem 16 encyklik. Mezi nimi např. encykliku Vehementer nos z 11. února 1906, která odsuzovala francouzské zákonné oddělení státu a církve. Ve svém katechismu z roku 1905 (který měl původně sloužit pro celou církev, nakonec se však takto nerozšířil) také potvrdil učení o existenci limbu, když píše, že děti zemřelé bez křtu nemohou užívat nebeské blaženosti, stejně tak jako trpět, neboť si nezaslouží spásu, protože jejich dědičný hřích nebyl smazán, stejně tak si však nezaslouží peklo či očistec, neboť nespáchaly žádný hřích osobní.
23. listopadu 1903 Pius X. vydal motu proprio direktivu, která zakazovala ženám zpívat v kostelních chórech.
V roce 1907 vydala Kongregace Koncilu dekret „Ne temere“ o reformě manželského práva, která rozšířila platnost zákona kanonické formy uzavírání manželství na celou církev, bez ohledu na restriktivní ustanovení tridentského dekretu „Tametsi“.
Reformoval papežské vyznamenání Řád svatého Silvestra.

### Smrt a pohřeb

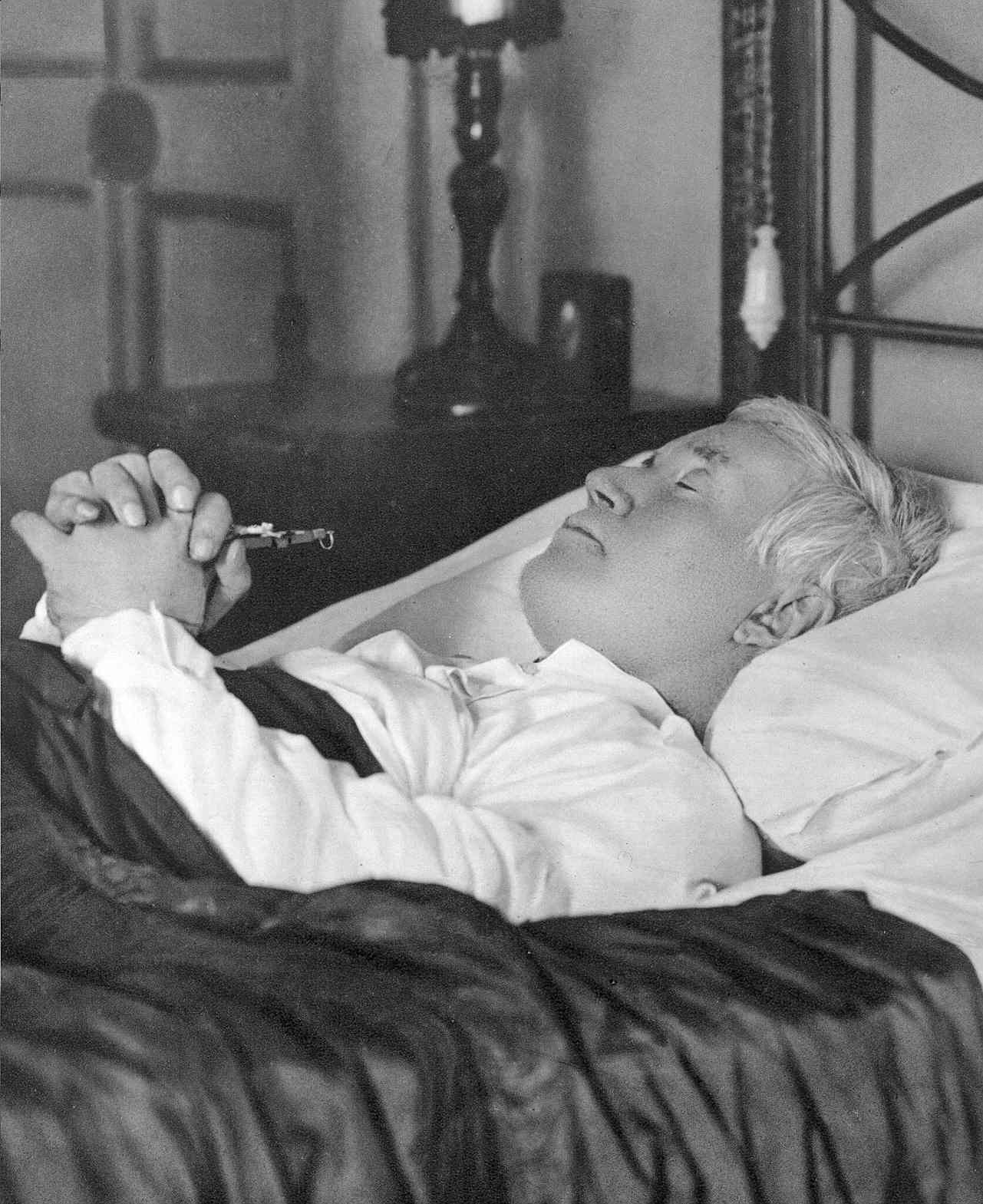
Pius X. na smrtelné posteli

V roce 1913 Pius X. prodělal infarkt, jehož následkem bylo dlouhodobé zhoršení zdravotního stavu. 15. srpna 1914 na svátek Nanebevzetí Panny Marie onemocněl, a z této nemoci se již nezotavil. Jeho stav se ještě zhoršil, když přišly události vedoucí k vypuknutí první světové války. Obával se přímo armagedonu a psal, že se bojí, že Antikrist je už na zemi. Ještě 2. srpna napsal výzvu evropským mocnostem, aby nezačínaly válku. 20. srpna 1914 Pius X. zemřel, a tak těžké období první světové války zastihlo až pontifikát jeho nástupce – Benedikta XV.
Po své smrti byl Pius X. uložen do jednoduché, nijak nevyzdobené hrobky v kryptě pod bazilikou svatého Petra. Pius X. zakázal praxi vyjmutí orgánů papeže a nabalzámování těla, tudíž tento proces s ním, stejně jako s papeži po něm, již nebyl vykonán.

## Kanonizační proces
Události vedoucí ke kanonizaci Pia X. se spustily ihned po jeho smrti. V dopise z 24. srpna 1916 mluví biskup Monsignor Leo o Piu X. jako o „velkém světci a velkém papeži“. K hrobce Pia X. se stále jezdilo dívat více poutníků, než byla krypta schopna pojmout, a tak byl přímo v Bazilice sv. Petra umístěn do podlahy malý kovový kříž, který byl umístěn přímo nad hrobkou Pia X., takže poutnicí mohli pokleknout přímo nad ní. Mše se u jeho hrobky konaly až do roku 1930.
Úcta k Piu X. byla stále velmi vysoká i v období mezi světovými válkami. 14. února 1926, v souvislosti s 20. výročím jeho nástupu na papežský stolec, byl učiněn první formální krok vedoucí k jeho kanonizaci tím, že byli ustanoveni lidé, kteří se případem budou zabývat. Současně s tímto aktem byl na jeho památku v Bazilice sv. Petra vztyčen pomník. 19. srpna 1939 v Castel Gandolfu vyjádřil svoji úctu k Piu X. sám Pius XII. (1939–58) – papež, který ho později svatořečil. 12. února 1943 bylo Piu X. přisouzeno, že vynikal heroickými ctnostmi, a byl mu tak udělen titul „ctihodný“, čímž bylo dosaženo dalšího bodu vedoucího ke kanonizaci.
Kvůli vyšetřování případu byla 19. května 1944 vyzdvižena Piova hrobka a umístěna do Kaple sv. Kříže v Bazilice sv. Petra. Po otevření rakve našli vyšetřovatelé tělo Pia X. v pozoruhodně dobrém stavu navzdory faktu, že zemřel před 30 lety  a na jeho přání nebylo jeho tělo nijak nabalzamováno. Podle Jeroma Dai-Gali „celé tělo bylo zachováno v excelentním stavu“. Po těchto přezkoumáních udělil Pius XII. Piovi X. titul „ctihodný služebník Boží“. Tělo Pia X. bylo vystaveno ještě 45 dní, než bylo vráceno zpět do hrobky.

### Blahořečení

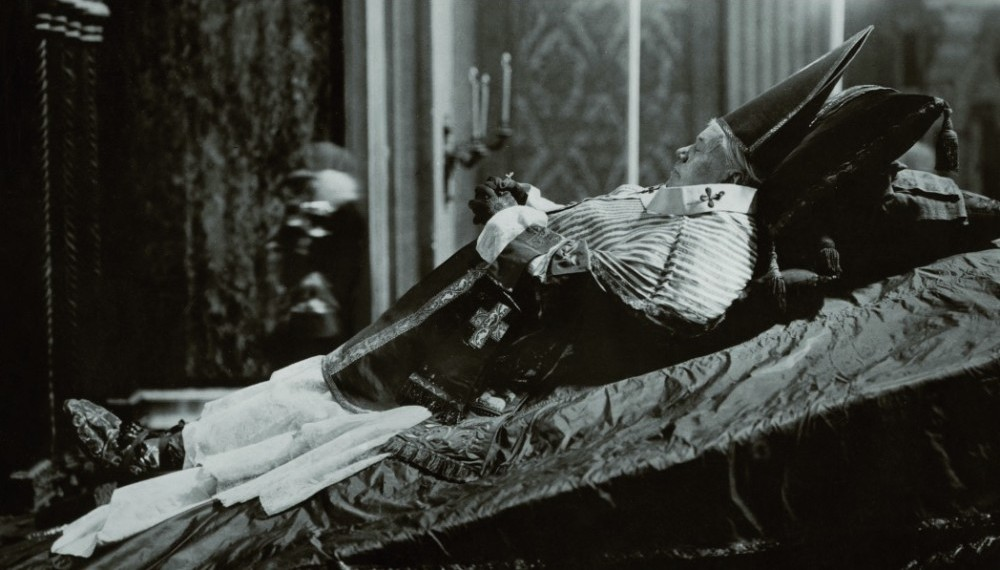
Vystavené tělo Pia X.

Kongregace pro svatořečení poté spustila proces vyšetřování kvůli případnému blahořečení, jehož podmínkou je i potvrzení dvou zázraků. Ty papež Pius XII. oficiálně potvrdil 11. února 1951, 4. března oznámil, že církev může přistoupit k blahořečení ctihodného papeže Pia X. Samotná beatifikace se udála 3. června 1951 ve Svatém Petru za přítomnosti 23 kardinálů, stovek biskupů a arcibiskupů a davu 100 000 věřících. Při vyhlášení se o Piu X. zmínil Pius XII. jako o „papeži eucharistie“ pro jeho zásluhu na zpřístupnění přijímání dětem.
Po blahořečení (17. února 1952) bylo tělo Pia X. opět přemístěno z hrobky a položeno pod oltář kaple v Bazilice svatého Petra. Tělo bylo uloženo do bronzového proskleného opracovaného sarkofágu, aby bylo přístupno zraku věřících.

### Svatořečení

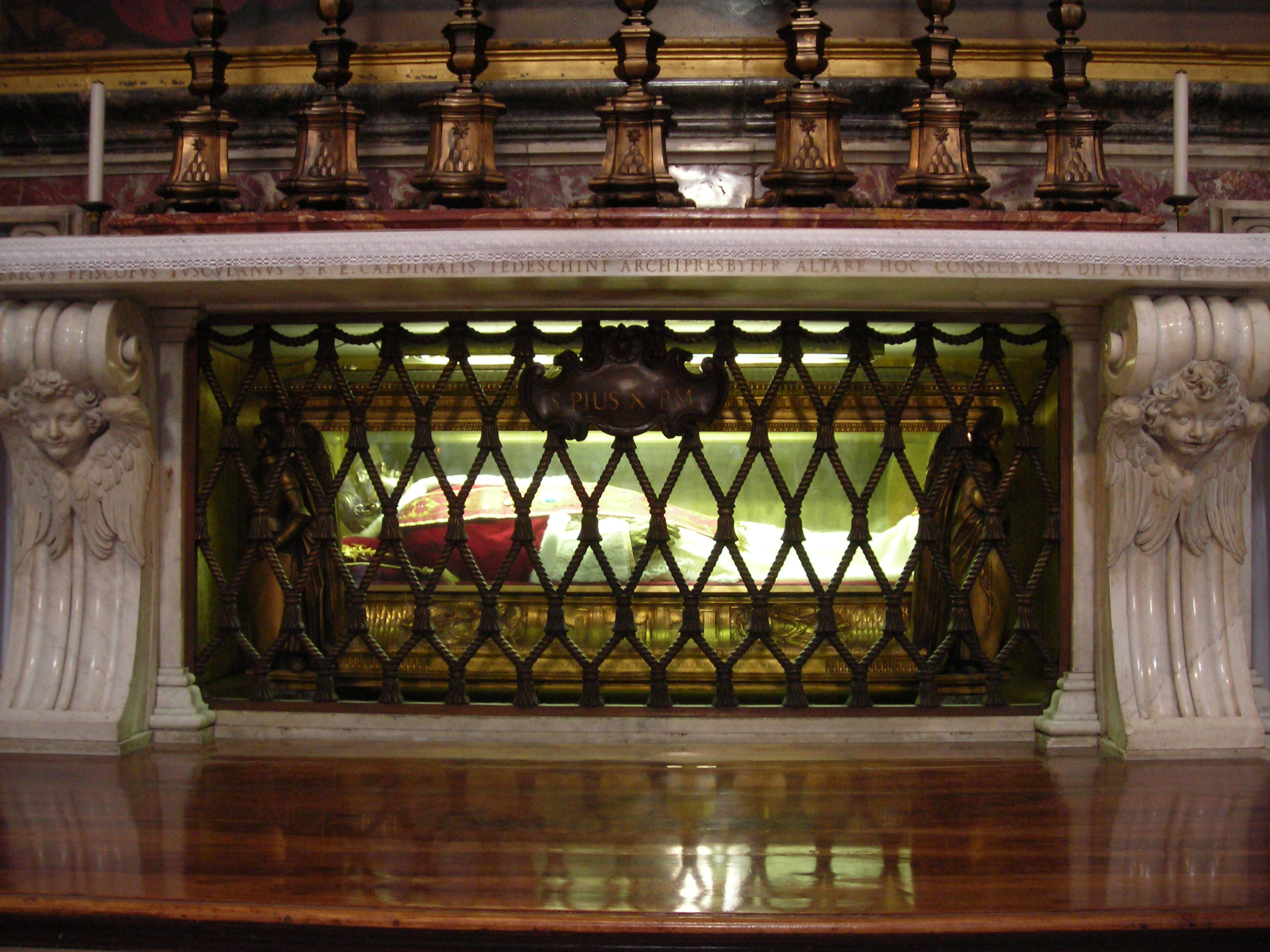
Hrobka Pia X.

Po potvrzení dalších dvou zázraků byl 29. května 1954, již po necelých třech letech po blahořečení, Pius X. prohlášen za svatého. První připisovaný zázrak se týkal případu Francesca Belsamiho, advokáta z Neapole, který trpěl smrtelným plicním abscesem. Po přiložení obrázku bl. Pia X. na svou hruď se okamžitě vyléčil. Druhý případ se týkal řádové sestry Marie Ludovicy Scorciové, která byla stižena vážným neutoropním virem. Po absolvování několika novén k Piu X. se zcela uzdravila. Kanonizační mši sloužil Pius XII. v Bazilice svatého Petra za účasti dalších církevních činitelů a 800 000 věřících. Posledním papežem před Piem X., který byl kanonizován, byl Pius V., jehož pontifikát spadal do let 1566–1572.

## Úcta

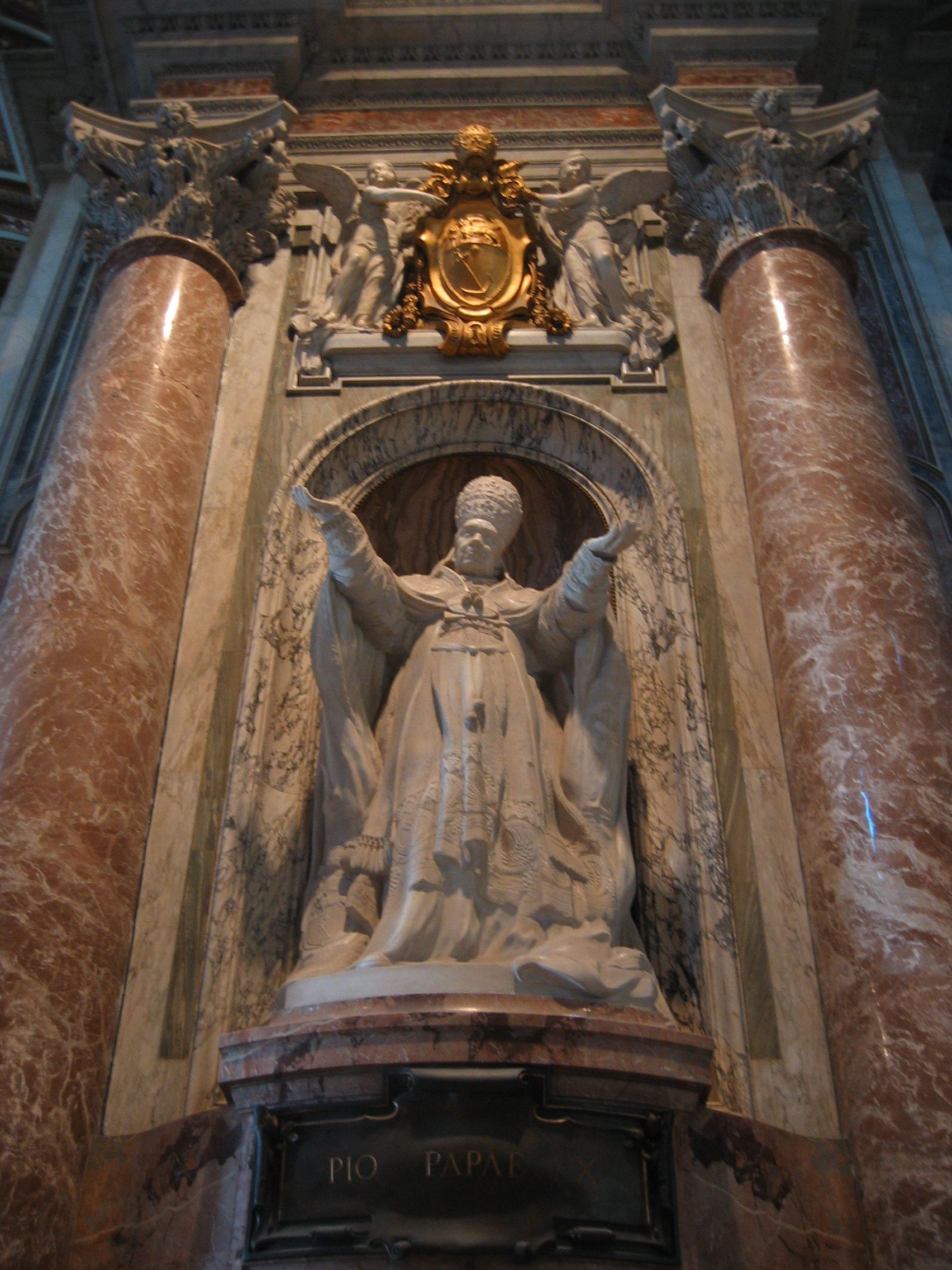
Socha sv. Pia X. v Bazilice sv. Petra.

Pius X. je uctíván jako „papež Nejsvětější svátosti“, zároveň jej má za svého patrona mnoho farností v Itálii, Německu, Belgii, Kanadě či Spojených státech amerických.
Podle staršího kalendáře se jeho svátek slavil 3. září, po reformě kalendáře v roce 1969 byl přesunut na 21. srpen (blíže dnu jeho úmrtí, 20. je totiž svátek sv. Bernarda) a klasifikován jako památka, nikoliv již svátek.
Pius X. se pro svůj boj proti modernismu těší obecně oblibě mezi katolickými tradicionalisty. O tom svědčí i skutečnost, že největší tradicionalistické uskupení – Kněžské bratrstvo svatého Pia X. – je pojmenováno právě po něm.

## Encykliky
- E supremi (4. října 1903)
- Iucunda Sane (12. března 1904)

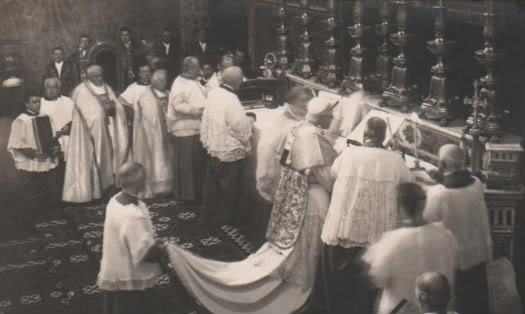
Papež Pius X. slouží mši svatou (na sobě má mj. oblečenou papežskou faldu)

- Ad diem illum laetissimum (2. února 1904)
- Acerbo nimis (15. dubna 1905)
- Il fermo proposito (11. června 1905)
- Vehementer nos (11. února 1906)
- Tribus circiter (5. dubna 1906)
- Pieni l'animo (28. července 1906)
- Gravissimo officii munere (10. srpna 1906)
- Une fois encore (6. ledna 1907)
- Pascendi Dominici gregis (8. září 1907)
- Communium rerum (21. dubna 1909)
- Editae saepe (26. května 1910)
- Notre charge apostolique (15. srpna 1910)
- Iamdudum (24. května 1911)
- Lacrimabili statu (7. července 1912)
- Singulari quadam (24. září 1912)